# Józef Rybak
Józef Rybak (lit. Josif Rybak; *  17. Februar 1960 in Butrimonys, Rajon Eišiškės) ist ein litauischer Politiker. Er ist Bürgermeister der Rajongemeinde Šalčininkai.

## Leben
Nach dem Abitur absolvierte er 1983 das Diplomstudium der polnischen Sprache und Literatur am Vilniaus valstybinis pedagoginis institutas und wurde Lehrer. 2007 absolvierte er das Masterstudium der Rechtswissenschaft an der Mykolo Romerio universitetas.
Von 1993  bis 1995 war er Kommerzdirektor im Unternehmen UAB „Gasčionys“. Von 1995 bis 2003 war er Bürgermeister und von 2003 bis  2011 stellvertretender Verwaltungsdirektor der Rajongemeinde Šalčininkai.
Ab 1989 war er Mitglied der Lietuvos lenkų sąjunga, ab 1995 der Lietuvos lenkų rinkimų akcija.